# 北京新園區力學研究所試驗基地
北京新園區力學研究所試驗基地，是錢學森回中國之後親自選址和創建的中國第1個火箭研究和科學試驗基地，為中國「兩彈一星」研究基地。地址位於北京市懷柔區。 

## 建设
怀柔火箭试验基地，正式名“力学研究所怀柔试验基地”，始建于1958年，任务是探索和开发远程火箭高能液体推进剂，以及发动机地面试车工作。出于保密，基地当时对外称“北京矿业学校”。基地人员于1960年10月正式开展工作，1963年完成所有设施建设和人员配置。
2015年9月，在基地原址改建的“中国科学院与两弹一星”纪念馆开馆，目前位于中国科学院大学雁栖湖校区内。

## 强拆风波
2010年7月17日，力學研究所在其网站上发表声明，称該基地9處房屋被来自温州的地产开发商
用铲车及推土機夷為平地，一批科研裝置和設備被毀。7月22日，再遭毀壞，錢學森回國指導研制的科研裝備及歷史文物、國家973項目試驗裝備、國防科研儀器裝置等被「垃圾化」。
同年7月26日，中国科学院办公厅声明回应：经初步调查核实，事件因院下属两个单位的具体工作部门协调不当所致，被拆除的建筑物为60年代初建成的物资仓库（后逐渐改为科研实验室），建于上世纪50年代末的火箭研制场地距拆除位置1.7公里处，不在建设项目规划范围内，已计划按原貌修缮后作为珍贵历史文物及爱国主义教育基地。

## 项目
- 中科院力学所“高速列车动模型实验室”——高速列车动模型实验平台[5][6][7]